# Saint-Rhémy-en-Bosses
 Saint-Rhémy-en-Bosses egy község Olaszországban, Valle d’Aosta régióban.

## Elhelyezkedése

Saint-Rhémy-en-Bosses község Valle d'Aosta térképén

A Nagy Szent Bernát völgyében fekszik, kb. 20 km-re Aostától. A vele szomszédos települések: Avise, Bourg-Saint-Pierre (Svájc), Courmayeur, Gignod, La Salle, Orsières (Svájc), Saint-Oyen és Saint-Pierre.